# João Custódio Dias Formiga
João Custódio Dias Formiga (Desterro, 16 de outubro de 1838 — 26 de julho de 1893) foi um político brasileiro.
Filho de Francisco José Dias Formiga e de Carolina de Castro Walker Formiga.
Foi capitão agregado ao 1º Corpo de Cavalaria do Desterro, em 6 de fevereiro de 1874.
Foi deputado à Assembleia Legislativa Provincial de Santa Catarina na 26ª legislatura (1886 — 1887) e na 27ª legislatura (1888 — 1889).